# (1847) Stobbe
(1847) Stobbe ist ein Asteroid des Hauptgürtels, der am 1. Februar 1916 vom dänischen Astronomen Holger Thiele von Hamburg-Bergedorf aus entdeckt wurde.
Der Asteroid wurde nach dem deutschen Astronomen Joachim Otto Stobbe benannt.